# Shinjuku Triad Society
Shinjuku Triad Society (en japonés: 新宿黒社会チャイナマフィア戦争, Shinjuku kuroshakai: Chaina mafia sensо̄?) es una película japonesa de 1995 dirigida por Takashi Miike. Es una de las primeras en las que Miike hace uso del registro de la violencia extrema y de personajes poco convencionales, dos aspectos por los que Miike se haría famoso.La película forma parte de la trilogía Kuroshakai.
Esta película es la primera parte de la trilogía Kuroshakai o trilogía Black Society, compuesta también por Rainy Dog y Ley Lines, dirigidas por Takashi Miike.

## Argumento
La película relata las interacciones por el control del distrito de Shinjuku por parte de una tríada llamada Dragon's Claw y su líder homosexual Wang Zhi-Ming, con un oficial de policía renegado llamado Tatushito, así como con organizaciones yakuza opuestas. Cuando el hermano menor de Tatsuhito, se convierte en abogado del grupo perteneciente a la tríada, una discusión entre los dos hermanos conducirá a la caída de la organización.

## Reparto
| Actor            | Papel                        |
| ---------------- | ---------------------------- |
| Kipe Shiina      | Kiriya                       |
| Tomorowo Taguchi | Wang                         |
| Caesar Takeshi   | karino                       |
| Ren Osugi        | Jefe yakuza                  |
| Sei Hiraizumi    | Capitán de policía Matsuzaki |
| Yukie itou       |                              |
| Yôzaburô Itô     |                              |
| Kyosuke Izutsu   |                              |
| Shinsuke Izutsu  | Yoshihito Kiriya             |
| Kazuhiro Mashiko |                              |
| Sabu             |                              |
| Manzô Shinra     |                              |
| Masahiro Sudô    | Ishizaka                     |
| airi yanagi      |                              |
| Yoji Tanaka      |                              |
| Eri Yu           | Ritsuko                      |

## Lanzamiento
Shinjuku Triad Society se estrenó en los cines de Japón el 26 de agosto de 1995. Fue lanzada, en Japón, en VHS el 26 de enero de 1996 publicada por Daiei Video y distribuida por Tokuma Japan Communications.En DVD tuvo varios lanzamientos distritos en Japón: El 13 de octubre de 2000 publicado por Tokuma Japan Communications,el 27 de agosto de 2004 distribuido por Kadokawa Pictures y editado por Toshiba Entertainment y Kadokawa Pictures,y el 6 de febrero de 2008 editado por Kadokawa Pictures y vendido por Kadokawa Entertainment.
Se editó en DVDy Blu-ray en otros países, por diferentes distribuidoras, e incluyendo distintos contenidos especiales.En 2017, Arrow Video, editó una versión llamada Black Society Trilogy, que reúne las tres películas de la Trilogía Kuroshakai,además de mucho material extra.

## Recepción
Reseña de Sabrina Vaquerizo-González para Asiateca: «Shinjuku Triad Society significa un punto de inflexión en la carrera de Miike. Después de años trabajando en el V-Cinema y ciñéndose más o menos al cine de género, el director comenzará a buscar su propio estilo: hiperviolencia de un marcado estilo manga, desintegración de la unidad familiar, personajes estigmatizados por su condición de orfandad o transnacionalidad y humor físico».
En una reseña de Asian Movie Pulse, el crítico Andrew Thayne, escribió: «El tema de las minorías en Japón es uno que Miike abordaría a menudo en la segunda mitad de los años 90, aunque con más sutileza y destreza. “Shinjuku Triad Society” es la primera, pero la peor, de la trilogía “Black Society”, pero marcó el tono para los siguientes años de la carrera de Miike cuando estaba en su mejor y más prolífico momento: la exploración de grupos minoritarios y el sórdido laberinto de Kabukicho de Shinjuku, con un elenco familiar, y quizás algunos de los elementos básicos del género familiar de V-Cinema lo acompañan».
El crítico Daniel Auty, para The Spinning Image, comento: «Miike nunca ha sido un director que se ciña a un estilo de rodaje durante una película, y aquí experimenta con diferentes lentes, trabajos de cámara en mano y estáticos y evoca todo tipo de ángulos de cámara interesantes. El nivel de shock también es alto: hay sangre y violencia sexual, parte de la cual es necesaria para la trama, otra menos. Pero nunca es aburrido y avanza a un ritmo vertiginoso».